# Dieter Eckstein
Dieter Eckstein (Kehl, 12 maart 1964) is een Duits voormalig voetballer en voetbalcoach die speelde als aanvaller.

## Carrière
Eckstein maakte in 1982 zijn debuut voor Kehler FV, de club uit zijn geboorteplaats en speelde er twee seizoenen. Hij vertrok in 1984 naar 1. FC Nürnberg waar hij speelde tot in 1988. In 1988 verhuisde hij naar Eintracht Frankfurt waar hij speelde tot in 1991 en daarna terug keerde naar Nürnberg. Hij speelde er tot in 1993 en tekende een contract bij FC Schalke 04 nadien vertrok hij naar het Engelse West Ham United.
Daarna speelde hij nog voor Waldhof Mannheim, FC Winterthur, FC Augsburg en Regensburg, hij stopte in 1999 als profspeler. Hij speelde als amateur nog bij SV Heidingsfeld, FC Erzberg-Wörnitz, FSV Weißenbrunn, DJK Adelsdorf en TSV Hainsfarth.
Hij trainde na zijn spelerscarrière een tal van amateurclubs op verschillende niveaus.
1 Immel ·
2 Buchwald ·
3 Brehme ·
4 Kohler ·
5 Herget ·
6 Borowka ·
7 Littbarski ·
8 Matthäus  ·
9 Völler ·
10 Thon ·
11 Mill ·
12 Illgner ·
13 Wuttke ·
14 Berthold ·
15 Pflügler ·
16 Eckstein ·
17 Dorfner ·
18 Klinsmann ·
19 Sauer ·
20 Rolff ·
Coach: Beckenbauer
- Gemeinsame Normdatei: 1049770803
- Virtual International Authority File: 310507818
- WorldCat: E39PBJwX7dHMjCxDHVpBMrQXh3